# Olimpijskie Centrum Sportowe Sərhədçi
Olimpijskie Centrum Sportowe Sərhədçi (azer. Sərhədçi İdman Olimpiya Mərkəzi) – hala widowiskowo-sportowa w Baku, stolicy Azerbejdżanu. Należy do państwowej służby celnej. Została otwarta 31 sierpnia 2009 roku. Może pomieścić 2500 widzów.
Zadaszenie głównego budynku stanowi metalowa kopuła o średnicy 53 m i wadze 360 t. Główna hala obiektu może pomieścić 2500 widzów. Poza główną halą w budynku znajdują się inne pomieszczenia, ponadto częścią kompleksu, należącego do państwowej służby celnej, jest znajdujące się obok pełnowymiarowe boisko piłkarskie z zadaszoną trybuną na 1850 widzów, mniejsze boisko do uprawiania różnych sportów oraz basen. W skład kompleksu wchodzi również hotel.
Budowa obiektu rozpoczęła się w 2007 roku, a jego otwarcie, z udziałem prezydenta Azerbejdżanu, İlhama Əliyeva, miało miejsce 31 sierpnia 2009 roku. W 2014 roku arena gościła turniej finałowy rozgrywek UEFA Futsal Cup sezonu 2013/2014 oraz mistrzostwa Europy w taekwondo. W 2017 roku w hali odbyły się zawody w piłce ręcznej oraz tenisie stołowym w ramach igrzysk solidarności islamskiej, a w roku 2019 mecze koszykówki podczas letniego olimpijskiego festiwalu młodzieży Europy.